# إبراهيم بن محمد المدفع
إبراهيم بن محمد بن عبدالله المدفع الحارثي، الملقب بالمدفع نسبة لسرايا المدفعية التي عهدت إلى عائلته إبّان الحقبة العثمانية، هو سياسي وأديب وشاعر وصحافي، ولد في 1909 وتوفي في 1983. وعمل وزيراً ومستشاراً لحكام إمارة الشارقة؛ سلطان بن صقر القاسمي ثم صقر بن سلطان القاسمي؛ ثم خالد بن محمد القاسمي وأخيراً سلطان بن محمد القاسمي.
يعد رائداً للعلم والثقافة والإعلام في الإمارات، فقد أصدر أول صحيفة في الشارقة، وهي صحيفة «عمان» في 1927 ثم صحيفة «العمود». وأسّس ثاني مكتبة عامة في الشارقة، هي «المكتبة التيمية الوهابية» في 1933. وكان ممثلاً لحكومة الشارقة في مجلس الحكام ومجلس التطوير ومكتب مقاطعة إسرائيل، في الإمارات المتصالحة قبل قيام الاتحاد، ثم ممثلاً لحكومة الشارقة في الاجتماعات التحضيرية لقيام دولة الإمارات العربية المتحدة.